# Hermann Henselmann

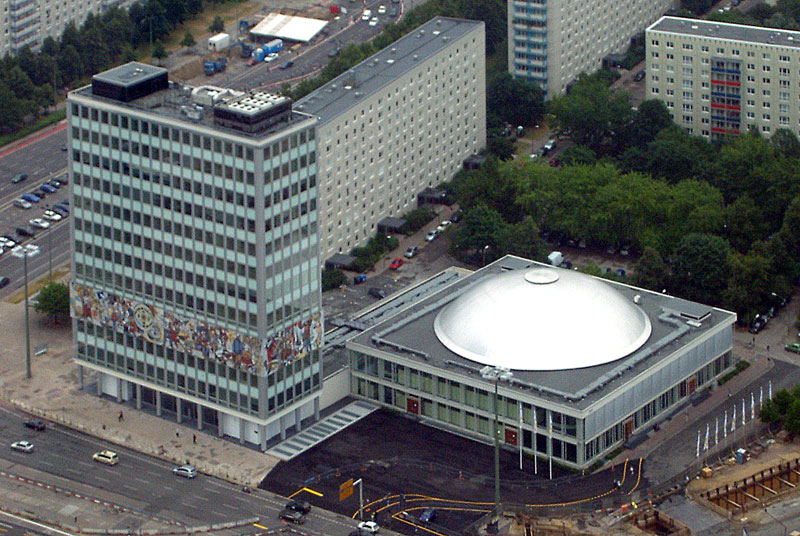
Dom Nauczyciela (Haus des Lehrers, HdL), wieżowiec w berlińskiej dzielnicy Mitte na Alexanderplatz 9, z salą kongresową, według projektu Hermanna Henselmanna

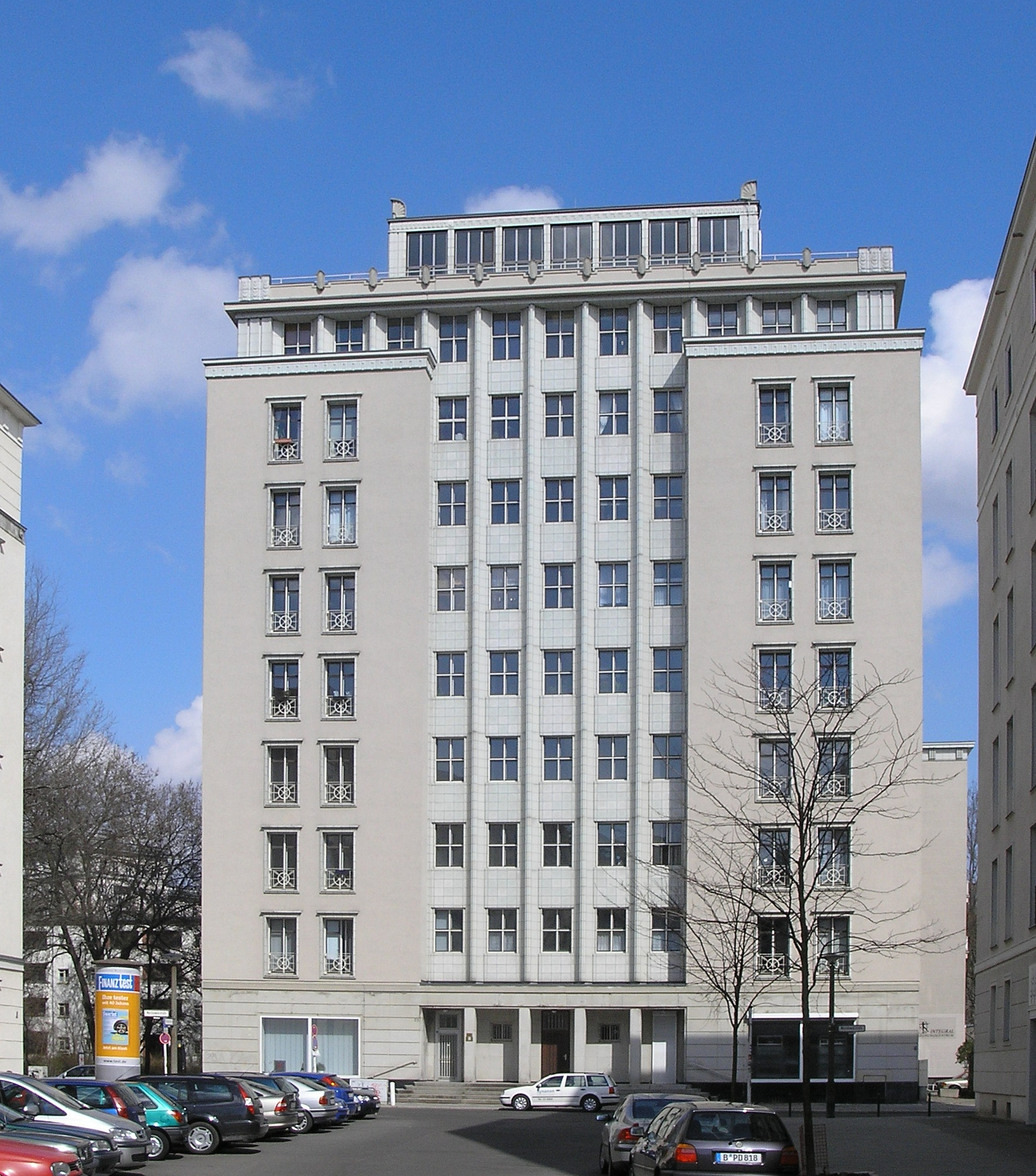
H. Henselmann: wieżowiec na Weberwiese w Berlinie

Hermann Henselmann (ur. 3 lutego 1905 w Roßli w górach Harz, zm. 19 stycznia 1995 w Berlinie) – niemiecki architekt modernistyczny i socrealistyczny, po II wojnie światowej działający w NRD.

## Życiorys
Po nauce zawodu stolarza Henselmann studiował w Szkole Rękodzieła i Rzemiosła Artystycznego w Berlinie, po czym rozpoczął pracę w biurach architektonicznych. Pierwszym projektem, którym pokierował (po śmierci kierownika biura, Alexandra Ferenczego), była willa KenWin. Od 1931 kierował własnym biurem i zbudował wiele willi i domów jednorodzinnych utrzymanych w duchu klasycznego modernizmu. Po przejęciu władzy przez nazistów, ze względu na żydowskich przodków musiał zrezygnować z własnego biura, zamieszkał w Wilhelmshorst koło Berlina. W 1943 wyjechał do Pragi, gdzie pracował w biurze Godbera Nissena do 1945.
Po wojnie Hermann Henselmann został Miejskim Radcą Budowlanym w Gocie, od 1945 dyrektorem Wyższej Szkoły Budownictwa w Weimarze, a w latach 1949–1951 kierownikiem Instytutu Budownictwa na Niemieckiej Akademii Nauk w Berlinie (wschodnim).

Na początku lat 50. odszedł od architektury modernistycznej i tworzył przez jakiś czas w stylu socrealistycznym. W 1953 został głównym architektem Wielkiego Berlina (w istocie tylko wschodniej części miasta), funkcję tę sprawował do 1959. Następnie działał w różnych kolektywach projektowych, wracając w swych projektach do form modernistycznych, a w latach 1964–1967 także w Instytucie Projektów Typowych, zajmującym się uprzemysłowionym budownictwem mieszkaniowym. Do przejścia na emeryturę w 1972 był zastępcą dyrektora Instytutu Urbanistyki i Architektury na Akademii Budownictwa. Henselmann mieszkał w jednym z zaprojektowanych przez siebie wieżowców przy Strausberger Platz w Berlinie. W połowie lat 70. XX wieku miał powiedzieć: 

Na architekturę przyjdzie czas później, teraz potrzebujemy mieszkań, mieszkań, mieszkań.

## Dzieła
- 1930–1932 – willa KenWin w La Tour-de-Peilz w Szwajcarii (z Alexandrem Ferenczym) na zlecenie KENnetha Macphersona i WINifred Ellerman[8]
- 1949–1956 – domy mieszkalne przy Stalinallee w Berlinie Wschodnim (późniejsza Karl-Marx-Allee)[9]
- 1951–1952 – wieżowiec na Weberwiese przy Marchlewskistrasse 25 w berlińskiej poddzielnicy Friedrichshain[10]
- 1953–1956 – grupa budynków Frankfurter Tor przy Frankfurter Allee/Petersburgerstrasse w berlińskiej poddzielnicy Friedrichshain[11]
- 1958 – projekt wieży sygnałowej – wstępny szkic wieży telewizyjnej przy Alexanderplatz w Berlinie[12]
- 1961–1964 – Dom Nauczyciela z salą kongresową (niem. Haus des Lehrers, HdL)w Berlinie[13]
- 1968–1970 – projekt zabudowy placu Lenina w berlińskiej poddzielnicy Friedrichshain (obecnie Platz der Vereinten Nationen)[14]
- 1968 – wieżowiec Uniwersytetu w Lipsku[15]
- 1969 – wieżowiec działu badawczego zakładów Zeiss w Jenie
- 1970–1973 – wieżowiec Uniwersytetu w Jenie (razem z Ulrichem Balke i

Friedrichem Rihlem)

## Odznaczenia
- 1965 – Srebrny Order Zasług dla Ojczyzny
- 1970 – Złoty Order Zasług dla Ojczyzny
- 1975 – Odznaka Honorowa Orderu Zasług dla Ojczyzny